# Nivel de agua (dispositivo)

Un dispositivo de nivel de agua que muestra ambos extremos a la misma altura.

Un nivel de agua es un sifón que utiliza dos o más partes de la superficie del agua líquida para establecer una línea horizontal local o un plano de referencia. Se utiliza para determinar la inclinación aparente de un objeto o superficie y para hacer coincidir las elevaciones del nivel del agua en lugares que están demasiado separados para que los alcance un nivel de burbuja.
El nivel de agua más sencillo, es una sección de tubería transparente, parcialmente llena de agua. El agua se obtiene fácilmente para su uso y se desecha fácilmente después de su uso. Los extremos se mantienen verticales y el resto de la tubería se posiciona en suelo horizontalmente.
El nivel del agua en cada extremo del tubo estará a la misma altura, ya sea que los dos extremos estén adyacentes o separados, por lo que una línea entre ellos será horizontal en su punto medio y la base de cobertizo, cimentación de edificio o estructura similar trazada usando varias de estas líneas y éstas serán "horizontales" dentro de las tolerancias de construcción en cualquier escala sobre la cual sea practicable el uso de un nivel de agua.
Los niveles de agua se han utilizado durante muchos años. El nivel del agua es de tecnología más baja que un nivel láser, pero puede ser más preciso en largas distancias y funciona sin una línea de visión, usado en esquinas.
Para evitar errores de medición, toda el agua debe estar a la misma temperatura. Otras fuentes de error incluyen la dificultad para leer debido al menisco.
Si el nivel de agua se usa con frecuencia, se puede agregar tinte al agua para que sea más fácil de ver. Si el nivel de agua se usa al aire libre en el invierno, se puede agregar anticongelante al agua. El líquido limpiaparabrisas de automóviles también se puede usar como anticongelante y para aumentar la visibilidad. Además, inhibe la formación de burbujas que causan errores.
Se puede agregar al agua un surfactante (agente activo de superficie), como un detergente líquido para lavar platos a mano, para reducir significativamente la tensión superficial del agua. Esta solución líquida fluirá más fácilmente y rápido en el tubo que el agua corriente, por lo que el funcionamiento del dispositivo será más preciso, repetible y receptivo, especialmente cuando se utiliza un tubo de diámetro pequeño. Además, esta solución líquida se puede vaciar de un tubo de diámetro pequeño más fácilmente que el agua corriente.